# Valfredo Bernardo Tepe
Dom Frei Valfredo Bernardo Tepe, OFM (28 de abril de 1918 - 14 de fevereiro de 2003) foi um religioso católico alemão e oitavo bispo de Ilhéus.
Tepe chegou a Olinda em 1935, ainda estudante. Cursou Teologia em Salvador. Ingressou na Ordem dos Frades Menores e foi ordenado presbítero em 30 de maio de 1942. Depois foi designado diretor espiritual do seminário franciscano em Salvador. Também foi administrador do Santuário de Canindé (1952-1955).
O Papa Paulo VI o nomeou bispo-auxiliar da Arquidiocese de São Salvador da Bahia, com a sé titular de Thasbalta em 13 de fevereiro de 1967. Recebeu a ordenação episcopal através de Dom Eugênio de Araújo Sales, Administrador Apostólico de São Salvador da Bahia, em 30 de maio de 1967. Os co-consagradores foram Dom Adriano Mandarino Hypólito, OFM, Bispo de Nova Iguaçu, e Edilberto Dinkelborg, OFM, Bispo de Oeiras.
Dom Tepe foi nomeado para a sé de Ilhéus em 14 de janeiro de 1971. Em 5 de junho de 1995, o papa João Paulo II aceitou sua renúncia por idade, tornando-se bispo-emérito.